# Higginsport (Ohio)
Pour les articles homonymes, voir Higginsport.
Higginsport est un village américain situé dans le comté de Brown, dans l'Ohio. Selon le recensement de 2010, sa population est de 251 habitants.